# Pleuropterantha thulinii
Pleuropterantha thulinii är en amarantväxtart som beskrevs av C. C. Towns. Pleuropterantha thulinii ingår i släktet Pleuropterantha och familjen amarantväxter. Inga underarter finns listade i Catalogue of Life.